# Chambertin

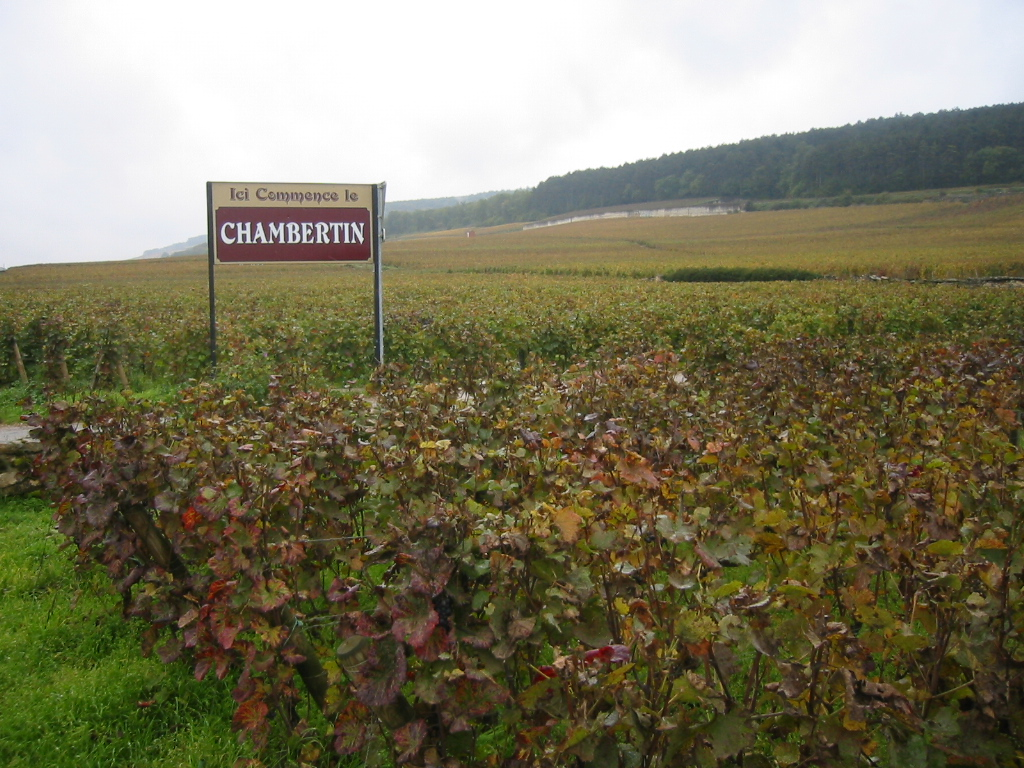
Segno che annuncia l'inizio del vigneto Chambertin.

Il chambertin è un vino rosso a denominazione di origine controllata (DOC) e Grand cru della Côte de Nuits subregione della Borgogna, realizzato con Pinot nero come vitigno principale. Si trova nel comune di Gevrey-Chambertin, ed è situato approssimativamente al centro di un gruppo di nove vigneti Grand Cru, tutti aventi "Chambertin" come parte del loro nome. Gli altri otto vigneti, che sono tutti AOC separati, hanno nomi con trattino in cui appare Chambertin insieme a qualcos'altro, come Chapelle-Chambertin. La stessa Chambertin si trova sopra (a ovest della) Route des Grands Crus. Confina con Chambertin-Clos de Bèze a nord, Griotte-Chambertin e Charmes-Chambertin a est (dall'altra parte della strada) e Latricières-Chambertin a sud. L'AOC è stato creato nel 1937.
Dei vigneti circostanti, i vini di Chambertin-Clos de Bèze possono anche essere venduti con il Chambertin AOC. Tuttavia, Chambertin-Clos de Bèze ha un'ottima reputazione da solo, quindi questa eventualità non è ampiamente praticata. Gli altri sette vigneti Grand Cru Chambertin "con trattino" non hanno il diritto di utilizzare lo Chambertin AOC.

## Stile del vino
Come per la maggior parte dei vigneti della Borgogna, sia Chambertin che Clos de Bèze hanno avuto numerosi proprietari, rispettivamente ventitré e diciotto. Sfortunatamente, la qualità varia da produttore a produttore e, sebbene Chambertin sia stato chiamato il "Re dei vini", i produttori di vino meno esperti non sempre producono vini che rispettano pienamente questa reputazione. La qualità dei vini di Clos de Bèze è considerata superiore e più consistente di quelli di Chambertin. I migliori vini di questi due vigneti hanno una gradazione alcolica piuttosto elevata, aromi di frutta concentrati, aromi intensi, ricchi e profumati e capacità di lungo invecchiamento.

## Storia
Il vigneto Clos de Bèze fu inizialmente bonificato e piantato nel VII secolo dai monaci dell'abbazia di Bèze, che possedeva il terreno. La leggenda narra che fu solo nel XII secolo che lo stesso Chambertin fu piantato da un Monsieur Bertin, il quale pensava di poter produrre buoni vini anche se coltivasse gli stessi vitigni del suo famoso vicino di casa. Il suo vigneto si chiamava Champ de Bertin ("campo di Bertin") e successivamente abbreviato in Chambertin. 
Nel 1702, Claude Jobert acquisì entrambi i vigneti unendo Chambertin e Clos de Bèze.
I vini Chambertin erano tra i preferiti di Napoleone Bonaparte e si dice che insistesse per averli disponibili anche durante le sue campagne militari. Secondo Hazlitt, Chambertin era l'unico vino che Napoleone beveva durante il suo regno di imperatore, "e raramente lo beveva puro".
Chambertin è il breve fulcro di una barzelletta presente nel film del 1951 Le memorie di un dongiovanni interpretato da Marilyn Monroe come protagonista secondaria, sebbene non sia presente nella scena in cui viene esplicitamente menzionata la vendemmia. La scena è ambientata in un ristorante di una discoteca dove "l'anziano Casanova" Charley Patterson (Frank Fay) sta ancora una volta tentando di truffare denaro ad una delle tante vedove che corteggia regolarmente. Dopo aver effettuato l'ordine, il cameriere chiede alla coppia se servire dello champagne con la cena, ma Charley dichiara con nonchalance; "Lo champagne è per i contadini". Il cameriere suggerisce quindi Chambertin e aggiunge che Charley ha "un gusto eccellente". L'attempato Charley, ignaro ed estasiato, osserva che lei "ammira un uomo che sa come ordinare."

## Produzione
Nel 2008 erano in produzione 13,22 ettari coltivati a Chambertin AOC, e vennero prodotti 437 ettolitri di vino sotto la denominazione Chambertin, corrispondenti a poco meno di 60.000 bottiglie.

## Regolamenti AOC
Il vitigno principale per il Chambertin è il Pinot nero. Il regolamento AOC consente anche fino al 15% totale di Chardonnay, Pinot bianco e Pinot grigio come uve accessorie, ma queste non vengono praticamente mai utilizzate per nessun vigneto di Borgogna Grand Cru. La resa base consentita è di 35 ettolitri per ettaro, è richiesta una densità di impianto minima di 9.000 viti per ettaro e una gradazione minima dell'uva pari all'11,5% di alcol potenziale.

## Produttori
Tra i produttori di Chambertin, i vini del Domaine Armand Rousseau generalmente hanno i prezzi più alti. Rousseau possiede 2,15 ettari a Chambertin, e un totale di 4,38 ettari in quattro degli altri Grand Cru "Chambertin".
Altri proprietari di vigneti con più di 1 ettaro a Chambertin sono Domaine Jean-Louis Trapet, Domaine Rossignol-Trapet e Camus Père et Fils. Tra 0,5 e 1 ettaro ciascuno hanno Louis Latour, Domaine Jacques Prieur e Domaine Leroy.

## Panoramica dei vigneti "Chambertin"
Insieme, i nove vigneti Grand Cru "Chambertin" di Gevrey-Chambertin formano un'area continua dalla forma approssimativa di un rettangolo di 2,0 km per 500 metri, situato appena a sud della città di Gevrey-Chambertin. In tre dei vigneti, i produttori sono liberi di scegliere tra due denominazioni Grand Cru.
| Grand Cru               | Posizione relativa | Può anche essere chiamato | Superficie vigneto (2007) | Produzione media annua (2003-2007) |
| ----------------------- | ------------------ | ------------------------- | ------------------------- | ---------------------------------- |
| Chambertin              | Ovest (sud-ovest)  |                           | 15,0 ettari               | 454 ettolitri                      |
| Chambertin-Clos de Bèze | Ovest (nord-ovest) | Chambertin                | 14,40 ettari              | 444 ettolitri                      |
| Charmes-Chambertin      | Est (sud-est)      | (Mazoyères-Chambertin)    | 29,57 ettari              | 1.112 ettolitri                    |
| Mazoyères-Chambertin    | Sud-est            | Charmes-Chambertin        | 1,83 ettari               | 67 ettolitri                       |
| Chapelle-Chambertin     | Nordest            |                           | 5,49 ettari               | 159 ettolitri                      |
| Griotte-Chambertin      | est                |                           | 2,71 ettari               | 92 ettolitri                       |
| Latricières-Chambertin  | Sud-ovest          |                           | 7,05 ettari               | 308 ettolitri                      |
| Mazis-Chambertin        | Nord               |                           | 9,27 ettari               | 322 ettolitri                      |
| Ruchottes-Chambertin    | Nord Ovest         |                           | 3,07 ettari               | 102 ettolitri                      |

In generale, Chambertin e Chambertin-Clos de Bèze sono visti come una tacca sopra gli altri sette Grand Cru in termini di qualità. Ciò si riflette anche in una piccola differenza nella resa consentita, dove Chambertin e Chambertin-Clos de Bèze sono limitati a una resa base di 35 ettolitri/ettaro, mentre alle altre sette sono consentite 37 ettolitri/ettaro.